# Kelisia pascuorum
Kelisia pascuorum är en insektsart som beskrevs av Ribaut 1934. Kelisia pascuorum ingår i släktet Kelisia och familjen sporrstritar. Utöver nominatformen finns också underarten K. p. sima.